# Cures, Sarthe

Cures este o comună în departamentul Sarthe, Franța. În 2009 avea o populație de 536 de locuitori.